# Primož Kopač
Primož Kopač (né le 25 novembre 1970) est un ancien sauteur à ski slovène.

## Palmarès

### Jeux Olympiques
| Épreuve / Édition | Albertville 1992 |
| Petit Tremplin    | 26e              |
| Par Equipes       | 6e               |

### Coupe du Monde
- Meilleur résultat: 25e.